# Uscapem
Uscapem (Iscapan), pleme Indijanaca, vrlo vjerojatno Coahuiltecan porodice, s donjeg toka rijeke Rio Grande. Sredinom 18. stoljeća njihova glavna naselja bijahu istočno od Reynose u Tamaulipasu, ali logoruju i na teksaškoj obali rijeke, napose na područjima današnjih okruga Cameron i Hidalgo.

## Vanjske poveznice
- Uscapem Indians